# ゼネラリ保険
ゼネラリ保険（ゼネラリほけん、イタリア語: Assicurazioni Generali S.p.A.）は、イタリア・トリエステに本拠を置く、イタリア最大の保険会社。イタリア証券取引所上場企業（BIT: G）。

## 沿革
1831年12月設立の帝王室特許オーストリア＝イタリア総合保険会社に起源を持ち、トリエステがハプスブルク帝国最大の貿易港であったことを背景に、イタリアと中欧地域を中心に事業を拡大した。設立以来、ユダヤ人が経営権を主導し、1935年にはエルサレムにゼネラリ・ビルディングが建てられた。その後ムッソリーニ政権のユダヤ人迫害政策により、1938年に社長のジュゼッペ・ラッザロ・モルプルゴは辞職を余儀なくされ、ファシストのジーノ・バロンチーニが継いだものの、英米連合軍の進駐により、東欧地域を中心に拠点接収を受けた。
1989年、フランスのアクサ中東法人の株式を買収、これは1996年に売却するが、2006年にトリノを拠点とするトーロ保険を買収、2013年にローマを拠点とするイーナ・アッシタリアを完全子会社化し、2014年7月にクレディ・スイスのイタリア部門の大半を買収した。
ゼネラリ保険は、フランスのウーロプ・アシスタンスなどのグループ企業を持ち、中国、インド、ブラジルなどでも事業を展開している。19世紀の設立以来、ハプスブルク家を象徴する鷲のロゴを使用していたが、第一次世界大戦以降、トリエステがハプスブルク家の支配から離れて以降は、ヴェネツィア・サンマルコ広場のヴェネツィアの獅子に由来する、ライオンのロゴを使用している。

## 日本におけるゼネラリ保険
2019年3月31日まで、日本支店「ゼネラリ保険会社」が、自動車保険「ビアンカ」を中心に取り扱いを行い、東京（麹町）・大阪・名古屋にオフィスを持っていた。2017年、2018年1月以降の新規契約の引受を終了し、日本支店を2019年4月1日をもって閉鎖することが発表され、三井住友海上火災保険が、2019年4月1日以降に満期となる全ての保険契約の移転を受託している。